# Skyfall (film)
Skyfall är den 23:e filmen från produktionsbolaget EON Productions om den brittiske spionen James Bond. Filmen spelades bland annat in i Storbritannien, Kina och Turkiet. Den 3 oktober 2011 meddelade produktionsbolaget att filmens titel var Skyfall. Filmen skulle först ha haft premiär under hösten 2010, men blev försenad på grund av finansiella problem med MGM. Världspremiären utannonserades till 23 oktober 2012, och var en del av det årslånga firandet av 50-årsdagen av Agent 007 med rätt att döda. Sverigepremiären var fredagen 26 oktober.
Bland skådespelarna återfinns Daniel Craig som James Bond, Judi Dench som M och Javier Bardem som filmens skurk. Filmens bondbrudar är den franska skådespelaren Bérénice Marlohe och brittiska Naomie Harris. Även de svenska skådespelarna Ola Rapace och Jens Hultén har roller i filmen. Filmens ledmotiv sjungs av Adele.
Till skillnad från de allra flesta Bondfilmer utspelar sig en stor del av handlingen i Storbritannien (men även viktiga delar i Turkiet och Kina) och även Bonds bakgrund innan han blev agent berörs mer än vanligt.

## Handling
I filmens inledning misslyckas James Bond (Daniel Craig) att döda yrkesmördaren Patrice (Ola Rapace) som kommit över en hårddisk med uppgifter om MI6:s alla operativa agenter runt om i världen. Bonds chef M (Judi Dench) tror Bond avlidit. Det vore en katastrof för den brittiska underrättelsetjänsten om listan över agenter hamnat i orätta händer. Bond själv har överlevt och sedan MI6:s högkvarter utsätts för ett bombattentat med många dödsoffer återvänder agent 007 för tjänstgöring.
M ger Bond i uppdrag att döda Patrice och ta reda på vem han jobbar för. Bond hittar Patrice i Shanghai men råkar ta död på Patrice innan han får veta vem det är som ligger bakom. Spåren leder så småningom till en skurk vid namn Raoul Silva (Javier Bardem). Denne har tidigare varit en MI6-agent men anser sig ha blivit förrådd. Nu är Silva ute efter hämnd mot både själva MI6 och Bonds chef M.  

## Skådespelare (i urval)
- Daniel Craig – James Bond
- Judi Dench – M
- Javier Bardem – Raoul Silva[1][2]
- Ralph Fiennes – Gareth Mallory
- Naomie Harris – Eve Moneypenny
- Bérénice Marlohe – Sévérine
- Ben Whishaw – Q
- Albert Finney – Kincade
- Rory Kinnear – Bill Tanner
- Ola Rapace – Patrice
- Helen McCrory – Clair Dowar MP

## Publiktillströmning
Skyfall blev snabbt en biosuccé världen över och hade fram till 22 november spelat in 693 miljoner US dollar, mer än någon annan Bondfilm. 185 miljoner av dessa kom från USA vilket är mer än någon annan Bondfilm tidigare.. Inför filmens premiär i Japan och Kina förväntas intäkterna stiga till över en miljard dollar, vilket i så fall skulle göra filmen till en av de mest inkomstbringande någonsin. Tar man hänsyn till inflationen under Bondfilmernas 50 år ligger Skyfall även där numera i topp. 

## Oscars
Skyfall vann två Oscars-statyetter vid Oscarsgalan 2013, nämligen för bästa ljudredigering (Per Hallberg och Karen Baker Landers, delad med Zero Dark Thirty) och bästa sång (Adele Adkins och Paul Epworth). Dessutom nominerades musiken av Thomas Newman, ljudet av Scott Millan, Greg P. Russell och Stuart Wilson och fotot av Roger Deakins.